# Frankopan
Els Frankopan, Frangipani o Frangipane foren una família noble croat. (Frankapan, Frangepán en hongarès, i Frangipani en italià). Se'ls va anomenar així des de la primera meitat del segle xv, per la seva afinitat amb la família patrícia romana Frangipani, que va convertir el Colosseu de Roma de la ciutat fortalesa. Són esmentats en l'any 1133 (amb Dujam sent el primer nom registrat de Frankopan) com governants i senyors de l'illa de Krk i part del litoral.